# Annette Brandelid
Annette Brandelid är en svensk författare, som debuterade 2011 då första delen av deckarserien "af Hjo" publicerades som följetong i Hjo Tidning. Sex böcker i serien har hittills utgivits, illustrerade av konstnären Bengt Geidenmark. Serien faller inom genren "mysdeckare". Del ett "Ängel af Hjo", gavs ut som ljudbok av Saga Egmont Förlag, 2020. Annette Brandelid är uppvuxen i Hjo, men bor numera i Värmland.